# حسيكة برازيلية
حسيكة برازيلية (الاسم العلمي:Bidens brasiliensis) هي نوع من النباتات تتبع جنس الحسيكة من الفصيلة النجمية.